# Don’t Take Away My Heart
Don’t Take Away My Heart – singel promujący dziewiąty album Modern Talking, Year of the Dragon. Singel został wydanym 2 maja 2000 roku przez firmę BMG.
Singel zawiera cztery utwory:
- Rapową wersję (wykonuje ją Eric Singleton)
- Wokalną wersję (w całości wykonuje zespół Modern Talking)
- Rapową wersję utworu znajdującego się w Year of the Dragon Fly To The Moon.
- Modern Talking Megamix 2000

## Lista utworów
CD-Maxi Hansa 74321 75448 2 (BMG) / EAN 0743217544829 2.05.2000
| Nr | Tytuł                                        | Długość |
| -- | -------------------------------------------- | ------- |
| 1. | Don’t Take Away My Heart (New Vocal Version) | 3:54    |
| 2. | Don’t Take Away My Heart (New Rap Version)   | 3:26    |
| 3. | Fly To The Moon (New Rap Version)            | 3:07    |
| 4. | Modern Talking Megamix 2000                  | 5:15    |

## Listy przebojów (2000)
| Państwo  | Najwyższe miejsce |
| -------- | ----------------- |
| Niemcy   | 41                |
| Estonia  | 20                |
| Łotwa    | 18                |
| Węgry    | 8                 |
| Mołdawia | 18                |

## Autorzy
- Muzyka: Dieter Bohlen
- Autor tekstów: Dieter Bohlen
- Wokalista: Thomas Anders
- Raper: Eric Singleton
- Producent: Dieter Bohlen
- Aranżacja: Dieter Bohlen
- Współproducent: Luis Rodriguez